# Ponte di Badong
Il Ponte di Badong (in cinese 巴东长江大桥S, conosciuto anche come Badong Yangtze River Bridge o Badong Changjiang Highway Bridge in inglese) è un ponte strallato che attraversa il Fiume Azzurro nella Contea di Badong, nella provincia di Hubei in Cina.  

## Storia

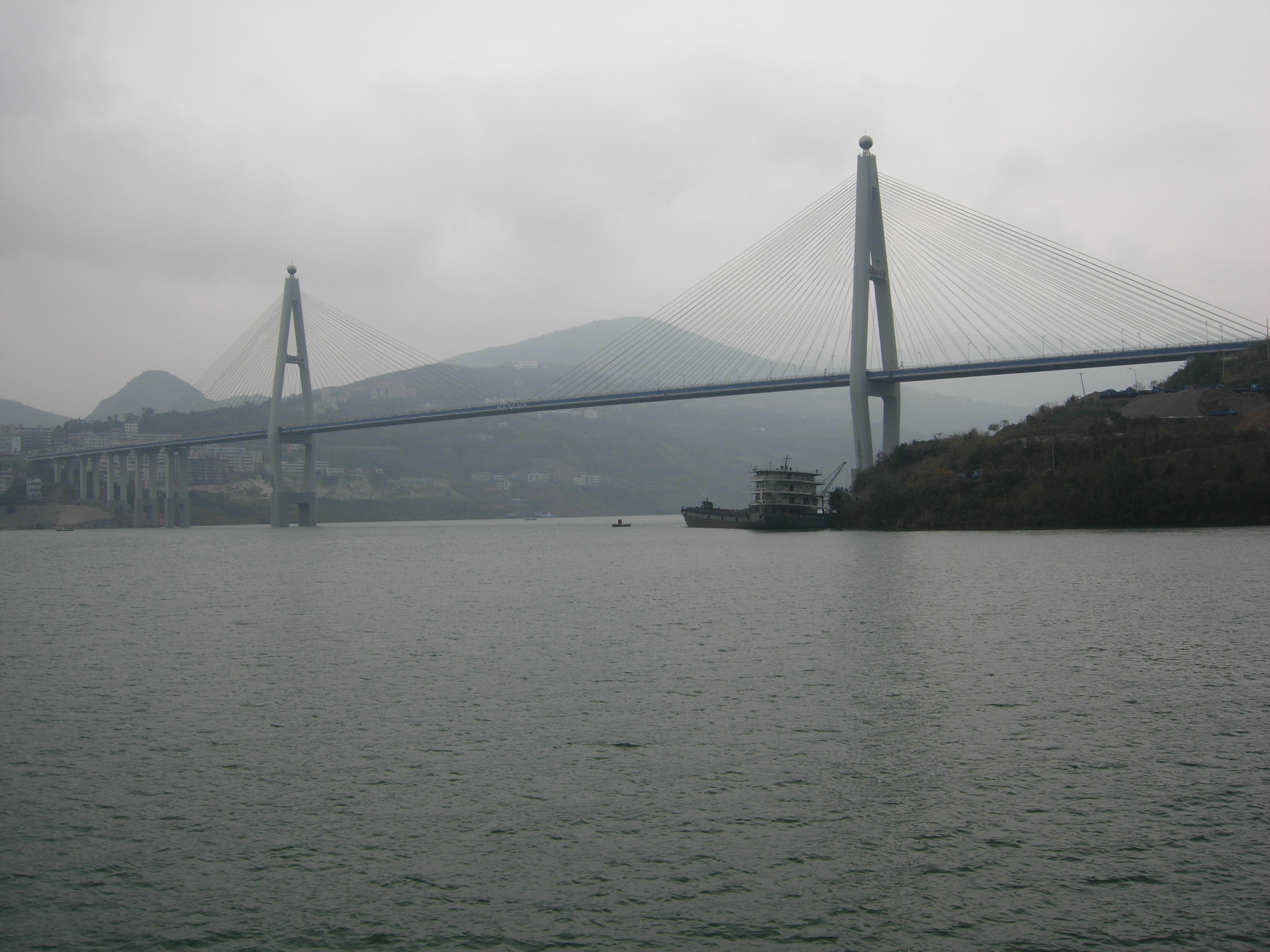
Il ponte di Badong

Il ponte di Badong è il primo attraversamento del Fiume Azzurro a monte della diga delle Tre gole, precedendo il ponte di Wushan, e prende il nome dall'omonima città. I lavori di costruzione dei due grandi piloni ai lati della campata centrale sono iniziati prima che il livello del fiume si alzasse in seguito alla costruzione della diga.
Il ponte è stato aperto al traffico il 1 luglio 2004.

## Descrizione
Il ponte di Badong è un ponte autostradale che ospita 4 corsie, due per senso di marcia, della China National Highway 209. Il ponte è lungo complessivamente 900 metri ed ha una campata centrale di 388 metri. L'impalcato stradale è sorretto da quattro ventagli di stralli in acciaio ancorati, due per pilone, a due grandi piloni in calcestruzzo armato a forma di A. Sulla cima di ogni pilone è presente una grande sfera di color argento. Il più alto dei due piloni misura complessivamente 218 metri dalle fondamenta fino alla sfera color argento, anche se gran parte della base delle struttura si trova sott'acqua.
L'impalcato stradale si trova infatti 147 metri al di sopra del livello originale del fiume, ma la costruzione della diga delle Tre gole ha comportato un notevole aumento del livello del Fiume Azzurro a monte della diga e la luce libera sotto il ponte è diminuita di diverse decine di metri. In seguito alla costruzione della diga la profondità del fiume in corrispondenza del ponte raggiunge mediamente i 152 metri.